# Omega Virginis
Omega Virginis (ω Virginis, förkortat Omega Vir, ω Vir), som är stjärnans Bayer-beteckning, är en ensam stjärna i den nordvästra delen av stjärnbilden Jungfrun. Den har en skenbar magnitud på +5,22 och är synlig för blotta ögat där ljusföroreningar ej förekommer. Baserat på parallaxmätningar i Hipparcos-uppdraget på 6,6 mas beräknas den befinna sig på ca 500 ljusårs (152 parsek) avstånd från solen.

## Egenskaper
Omega Virginis är en röd till orange jättestjärna av spektralklass M4.5 III. Den har en radie som är ca 70 gånger större än solens och utsänder ca 1 500 gånger mera energi än solen från dess fotosfär vid en effektiv temperatur på ca 3 500 K.
Omega Virginis, eller 1 Virginis, är en halvregelbunden variabel av SR-typ. Den varierar mellan skenbar magnitud +5,23 och 5,5 med perioder på 30 och 275 dygn.